# Замок Лингнера
Замок Лингнера (нем. Lingnerschloss, изначально вилла Штокхаузен (нем. Villa Stockhausen)) — средний из трёх эльбских замков в Дрездене. Вместе с замком Альбрехтсберг иногда именуется «замками Альбрехта».
Вилла, построенная в 1850—1853 годах по заказу принца Альбрехта Прусского и по проекту архитектора Адольфа Лозе, более известна благодаря самому знаменитому из её владельцев, предпринимателю Карлу Августу Лингнеру, представшему рынку в 1892 году первый в Европе ополаскиватель для полости рта Odol. Виллу окружали парк и виноградники. В 1891 году виллу приобрёл промышленник Бруно Науман и провёл в нём реконструкцию. Лингнер приобрёл виллу в 1906 году и вновь преобразил внешний вид сооружения в соответствии со своими оригинальными вкусами. На территории виллы даже появился небольшой зоопарк, а в самом здании был установлен орган. Друзья Лингнера могли наслаждаться его звучанием по телефону. Интерьеры замка для Лингнера оформил архитектор Вильгельм Крайс с помощью художника Франца фон Штука. В парке виллы Ханс Пёльциг в сотрудничестве с Георгом Кольбе возвёл мавзолей, в котором в 1921 году был погребён Лингнер. С долиной Эльбы замок связывала канатная дорога. По завещанию, составленному Лингнером за две недели до своей смерти, его замок перешёл в собственность города на следующих условиях: свободный доступ публики в замок и парк и открытие в основном здании кафе или ресторана с низкими ценами.
От бомбардировки 13 февраля 1945 года замок Лингнера не пострадал. После войны в нём размещались лазарет, комендатура и общежитие. В 1951 году в замке начал свою работу клуб интеллигенции, ставший местом встреч художников и учёных. С 1993 года замок пребывал в запустении и подвергся вандализму. В 2002 году по инициативе одного из дрезденских предприятий была основана общественная организация, занимающаяся вопросами восстановления замка и его дальнейшей эксплуатации в качестве центра досуга, предусматривающего предприятия общественного питания, библиотеку, клуб, выставочный центр и конференц-зал. Реставрация замка началась в 2004 году и к маю 2010 года было отреставрировано восточное крыло, в котором открылся ресторан, имеющий в меню во исполнение завещания Лингнера дешёвый безалкогольный напиток по цене 0,75 евро.